# Schweizerischer Protestantischer Volksbund
Der Schweizerische Protestantische Volksbund (SPV) ist ein unabhängiger evangelischer Verein mit dem Ziel, den christlichen Glauben zu stärken, protestantische Anliegen in Gesellschaft, Kultur und Politik einzubringen und den Dienst der reformierten Kirchen und ihrer Mitglieder in der Deutschschweiz zu fördern und zu unterstützen.

## Geschichte
Der SPV wurde am 9. März 1925 im Lavaterhaus in Zürich gegründet. Erster Präsident war Reinhold Hess, erster Sekretär Pfarrer Friiz Lichtenhahn. Dem Verein gelang es, die unterschiedlichen theologischen Strömungen in den reformierten Kirchen zum gemeinsamen Dienst und Zeugnis zusammenzuführen. Es folgte die Gründung von Kantonal- und Ortssektionen. 1929 waren 198 Kollektiv- und 1180 Einzelmitglieder eingetragen. Der SPV entwickelte sich zu einer bedeutenden evangelischen Sammel- und Basisbewegung in der Deutschschweiz. Seine Unabhängigkeit gegenüber den verfassten Kirchen verleiht seinem Handeln eine kreative Spontaneität. In Zürich konnte ein Sekretariat eingerichtet werden, das sich zu einer eigentlichen Drehscheibe des Schweizerischen Protestantismus entwickelte. Auf dem Gebiet der Erwachsenenbildung und der Medienarbeit leistete der SPV Pionier-Dienste.

## Schweizerischer Evangelischer Pressedienst (EPD)
1928 gründete der SPV in Verbindung mit dem Schweizerischen Evangelischen Kirchenbund (SEK) den Schweizerischen Evangelischen Pressedienst (EPD). Der SPV übernahm die Trägerschaft und garantierte damit die Unabhängigkeit des Unternehmens. Ab 1933 bis 1955 leitete Arthur Frey den EPD. 1938/39 war er Präsident des Zürcher Pressevereins. Frey machte sich vor allem in den Kriegsjahren einen Namen als unerschrockener Verteidiger der Pressefreiheit. Er übte scharfe Kritik am Nationalsozialismus, insbesondere an der anpasserischen Ausrichtung der «Deutschen Christen». Seine Schrift «Der rechte Staat» wurde 1941 von der Zensur verboten, da sie den Unrechtsstaat des NS-Regimes ablehnte. Solche Kompromisslosigkeit war in den Schweizer Kirchen nicht unumstritten. Als Verwaltungsratspräsident des Evangelischen Verlags Zollikon (EVZ) förderte er die Herausgabe der Werke Karl Barths, mit dem ihn eine enge Freundschaft verband. Laure Wyss war von 1944 bis 1948 Co-Redaktorin. Nachfolger von Arthur Frey wurde Pfarrer Paul Wieser. 1964 verlieh die Evangelisch-theologische Fakultät der Universität Bern die Würde eines Ehrendoktors an Paul Wieser, der «… sich als Leiter des EPD um eine klare, zuverlässige und umfassende kirchliche und religiöse Information bemüht; als Theologe internationale Kontakte schafft zwischen den europäischen, im Ökumenischen Rat zusammengefassten Kirchen; (und) als Redaktor sich um das 1962 erschienene Handbuch der Reformierten Schweiz grosse Verdienste erworben hat» (aus der Laudatio).
Der Pressedienst wurde zum unverzichtbaren Instrument zur Vermittlung kirchlicher Nachrichten und Meinungen. Der EPD edierte wöchentlich zwei gedruckte Bulletins, eine Ausgabe A für die politische Presse und eine Ausgabe B für die Kirchen. 1986 erfolgte die Fusion von EPD, «der Protestant» und «Kirchenblatt» zum «Reformierten Forum», das von den «Reformierten Medien» getragen wurde. Ab 1996 hiess das Wochenblatt «Reformierte Presse», das vom Nachfolgeorgan «bref» mit vierzehntäglicher Erscheinung abgelöst wurde.

## Radio und Fernsehen
Der SPV gründete in Zürich eine Film-Gemeinde, verlagerte dann aber seinen Schwerpunkt auf Radio und Fernsehen. Er erreichte, dass allsonntäglich reformierte und katholische Radio-Predigten gesendet wurden. 1952 wurde die kirchliche Fernsehkommission aus Vertretern des SEK und des SPV ins Leben gerufen. Pfarrer Paul Wieser, Sekretär des SPV, präsidierte die Kommission. Erster Evangelischer Fernsehbeauftragter war Pfarrer Rudolf Stickelberger. Seiner Initiative ist die Einführung der Sendung «Wort zum Sonntag» zu verdanken. Der erste Gottesdienst wurde am 1. August 1954 übertragen.

## Bildung, Volkstage und erster Kirchentag
Ein Schwerpunkt war die Bauernschulung. In intensiven Schulungskursen an der Akademie Boldern wurden Angehörige des Bauernstands gefördert. In Ergänzung dazu wurden Bauern-Seelsorgerkurse durchgeführt. Später kamen Seelsorgehelfer-Kurse für Laien dazu. Die Erwachsenenbildung wurde durch die Herausgabe des «Referenten-Verzeichnisses» und des «Evangelischen Kurs- und Veranstaltungskalenders» gefördert. Ein hilfreiches Medium waren die Arbeitshefte zu aktuellen Fragen, die periodisch herausgegeben wurden. Der SPV setzte sich für die Verbreitung von aufbauendem Schrifttum ein und kämpfte andererseits aus Motiven des Jugendschutzes gegen Schundliteratur.
Ein gesuchter Dienst waren die Eheanbahnungsstellen «Unterwegs zum Du». Damit verbunden, wurden Ehevorbereitungsseminare angeboten.
Grosse Bedeutung erlangten die protestantischen Volkstagungen des SPV:
- Die Tagung im Oktober 1937 in Zürich mit dem Titel «Zwinglivolk, was ist dir dein Glaube?» versammelte 10'000 Teilnehmer.
- Die Tagung «Die evangelische Botschaft in unserer Zeit» von 1941 in Altstätten mit Bundesrat Karl Kobelt und Pfarrer Samuel Dieterle, Basel erreichte 15'000 Teilnehmer.
- Die Tagung zur sozialen Botschaft der Kirche, 1947 in Wattwil, mit Bundesrat Ernst Nobs und Pfarrer Christian Lendi, St. Gallen, vereinigte 10'000 Teilnehmer.

Auf Anregung des SPV wurde 1963 der erste und bisher einzige Deutschschweizerische Evangelische Kirchentag in Basel durchgeführt. Über kaum ein anderes evangelisches Geschehen in der Schweiz wurde in der Presse, im Radio und am Fernsehen je so ausführlich berichtet wie über diesen Kirchentag. Auf Anregung des SPV wurde die «Arbeitsgruppe zur Sammlung der evangelischen Kräfte» gebildet mit dem Ziel, weitere Kirchentage abzuhalten.

## Leitungspersönlichkeiten
Präsidenten des Volksbundes waren:
- Reinhold Hess, Zürich (1925–1931)
- Max Wolf, Oberrichter, Zürich (1932–1947)
- Pfr. Arnold Zimmermann, Zürich (1947–1951)
- Pfr. Paul Wieser, Zofingen (1952–1956)
- Hans Wildberger, Zürich (1958–1960)
- Kurt Guggisberg, Bern (1960–1966)
- Rudolf Pfister, Zürich (1966–…)

Der bisher einzige hauptamtliche Sekretär war Pfr. Hans Gattiker (1947–1950).

## Krise und Neubeginn
Nach einer strukturellen und finanziellen Krise Anfang der 1990er Jahre mit Aufgabe der Geschäftsstelle, von Arbeitszweigen und dem Rücktritt der leitenden Persönlichkeiten, kam es zu einer Restrukturierung der Organisation. Es folgte eine Phase der religiösen Engführung. In neuster Zeit knüpft der Vorstand wieder an der ursprünglichen evangelisch-offenen Ausrichtung des Vereins an. Seit 2015 stiftet der SPV den «Zwingli-Preis für Kirchliche Innovation». Die Zeitschrift für christliche Besinnung und Orientierung «Kirche + Volk» erscheint seit 1958. Im Sinne der Zielsetzung des Vereins wird nach weiteren zeitgemässen Initiativen und Projekten getrachtet, wobei die Zusammenarbeit mit anderen Gruppierungen gesucht wird. Seit 2013 leitet Pfr. Richard Kölliker, Schaffhausen, den Vorstand.